# Super Bowl XV
El Super Bowl XV fue el nombre que se le dio al partido de fútbol americano que definió al campeón de la temporada 1980-81 de la NFL. El partido se disputó el 25 de enero de 1981 en el estadio Louisiana Superdome de la ciudad de Nueva Orleans, Luisiana. Enfrentó al campeón de la AFC los Oakland Raiders y al campeón de la NFC los Philadelphia Eagles. El título quedó en manos de los Oakland Raiders quienes ganaron 27-10 y de esta manera lograron su segundo título de Super Bowl.

## Resumen del partido
El primer cuarto del Super Bowl XV empezó con claro dominio de los Oakland Raiders, quienes anotaron 2 touchdowns: primero Cliff Branch atrapó un pase de 2 yardas y luego Jim Plunkett lanzó un pase de 80 yardas (récord hasta ese entonces en un Super Bowl) que Kenny King atrapó y llevó hasta la zona de anotación de los Eagles. En el segundo cuarto Philadelphia descontó con un gol de campo de Franklin de 30 yardas. Sin embargo en el tercer cuarto Oakland liquidó el juego con un nuevo touchdown de Branch, esta vez con una recepción de 29 yardas; además Bahr anotó un gol de campo de 46 yardas. En el último cuarto los Philadelphia Eagles anotaron por medio de Krepfle, quien atrapó un pase de 8 yardas. Bahr con un gol de campo de 35 yardas dejó el resultado final 27-10 a favor de los Oakland Raiders, quienes ganaban su segundo Super Bowl. El jugador más valioso fue Jim Plunkett que lanzó para 261 yardas con 13 pases completos de 21 intentos y tres pases de anotación. El apoyador de los Raiders, Rod Martin es el único jugador que ha interceptado tres pases en un Super Bowl. Otra figura del juego fue Cliff Branch, que consiguió 67 yardas en 5 pases atrapados y 2 anotaciones. 